# 12976 Kalinenkov
12976 Kalinenkov eller 1976 QK1 är en asteroid i huvudbältet som upptäcktes den 26 augusti 1976 av den rysk-sovjetiske astronomen Nikolaj Tjernych vid Krims astrofysiska observatorium på Krim. Den har fått sitt namn efter professorn vid Mykolajivs nationella universitet, Nykyfor Kalinenkov (1924–1996).